# منتخب فيجي لاتحاد الرغبي
منتخب فيجي الوطني لاتحاد الرغبي  هو ممثل فيجي الرسمي في المنافسات الدولية في اتحاد الرغبي . تأسس في 15 أغسطس 1924.

## وصلات خارجية
- الموقع الرسمي